# Cemitério

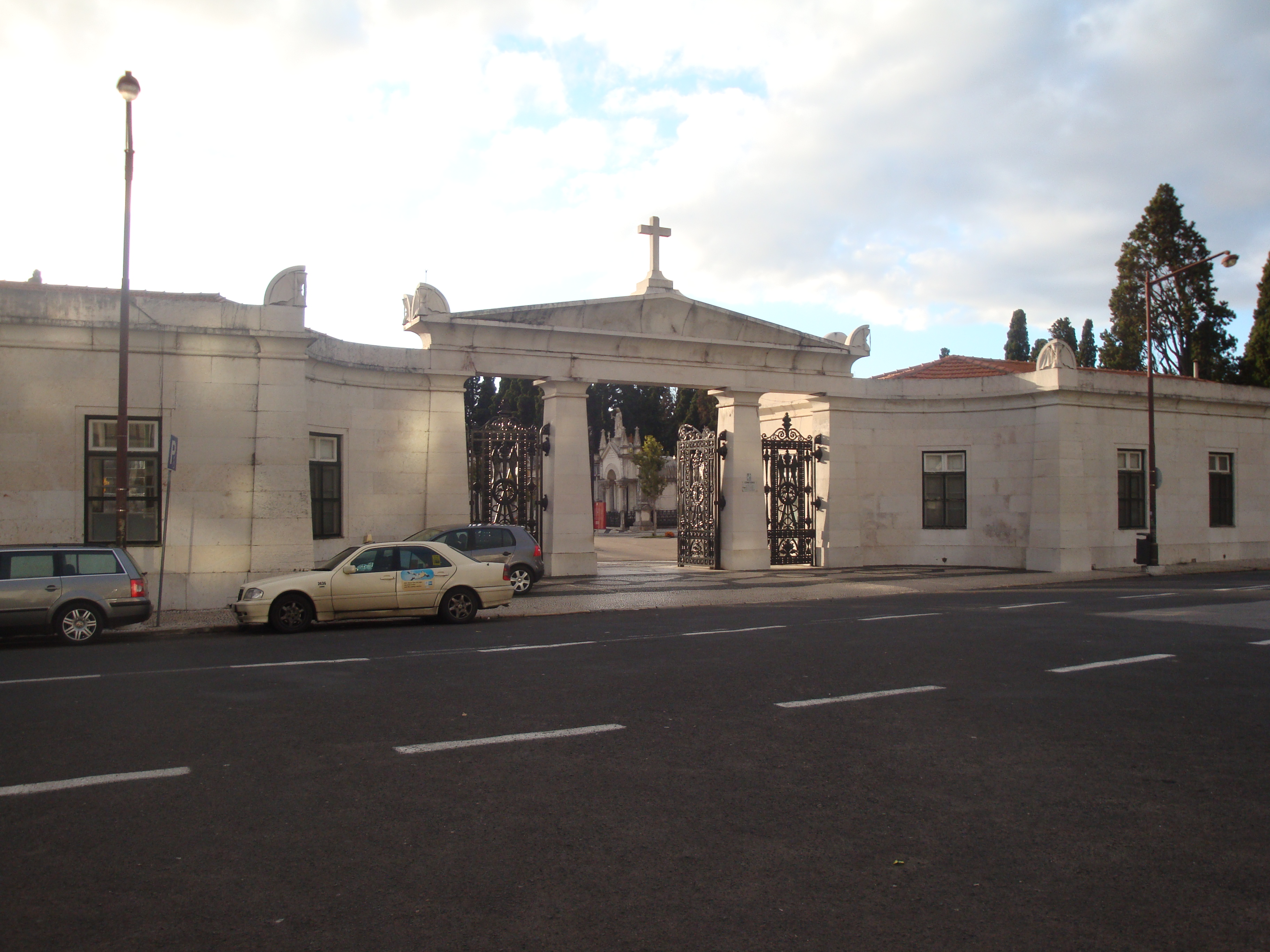
Cemitério dos Prazeres em Lisboa, em Portugal.

Cemitério, necrópole ou sepulcrário é o lugar onde são sepultados os cadáveres. Na maioria dos casos, os cemitérios são lugares de prática religiosa.

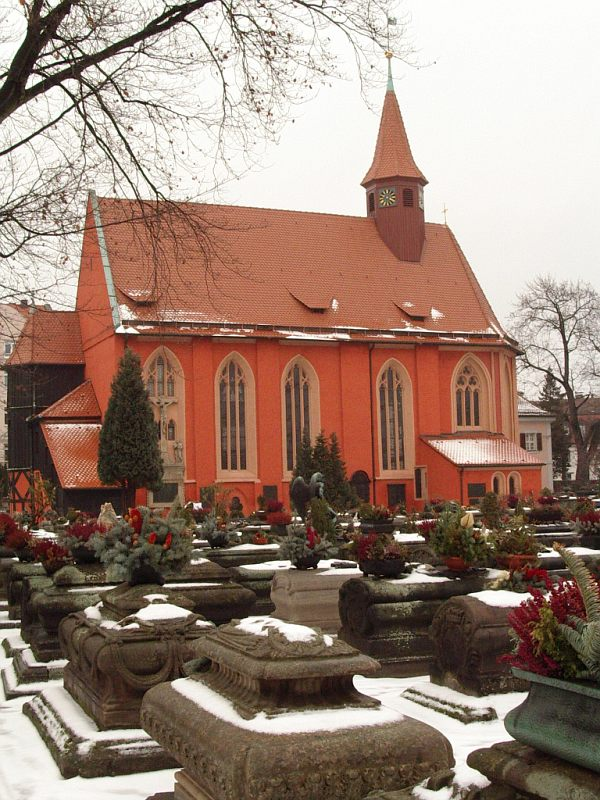
Cemitério da Johanniskirche em Nuremberg, na Alemanha.

Por analogia, chama-se cemitério um lugar onde se enterram ou acumulam produtos, tipicamente resíduos e detritos (por exemplo, cemitério de resíduos nucleares).
A palavra "cemitério" (do termo latino tardio coemeterium, derivado do grego κοιμητήριον [koimitírion], a partir do verbo κοιμάω [koimáo], "pôr a jazer" ou "fazer deitar") foi dada pelos primeiros cristãos aos terrenos destinados à sepultura de seus mortos. Os cemitérios ficavam, geralmente, longe das igrejas, fora dos muros da cidade: a prática do sepultamento nas igrejas e respectivos adros era desconhecida nos primeiros séculos da era cristã. A partir do século XVIII, criou-se um sério problema com a falta de espaço para os enterramentos nos adros das igrejas ou mesmo nos limites da cidade; os esquifes se acumulavam, causando poluição e doenças mortais, o que tornava altamente insalubres as proximidades dos templos. Uma lei inglesa de 1855 veio regular os sepultamentos, passando estes a serem feitos fora do centro urbano. A prática da cremação, cada vez mais frequente, permitiu dar destino aos corpos de maneira mais compatível com as normas sanitárias.

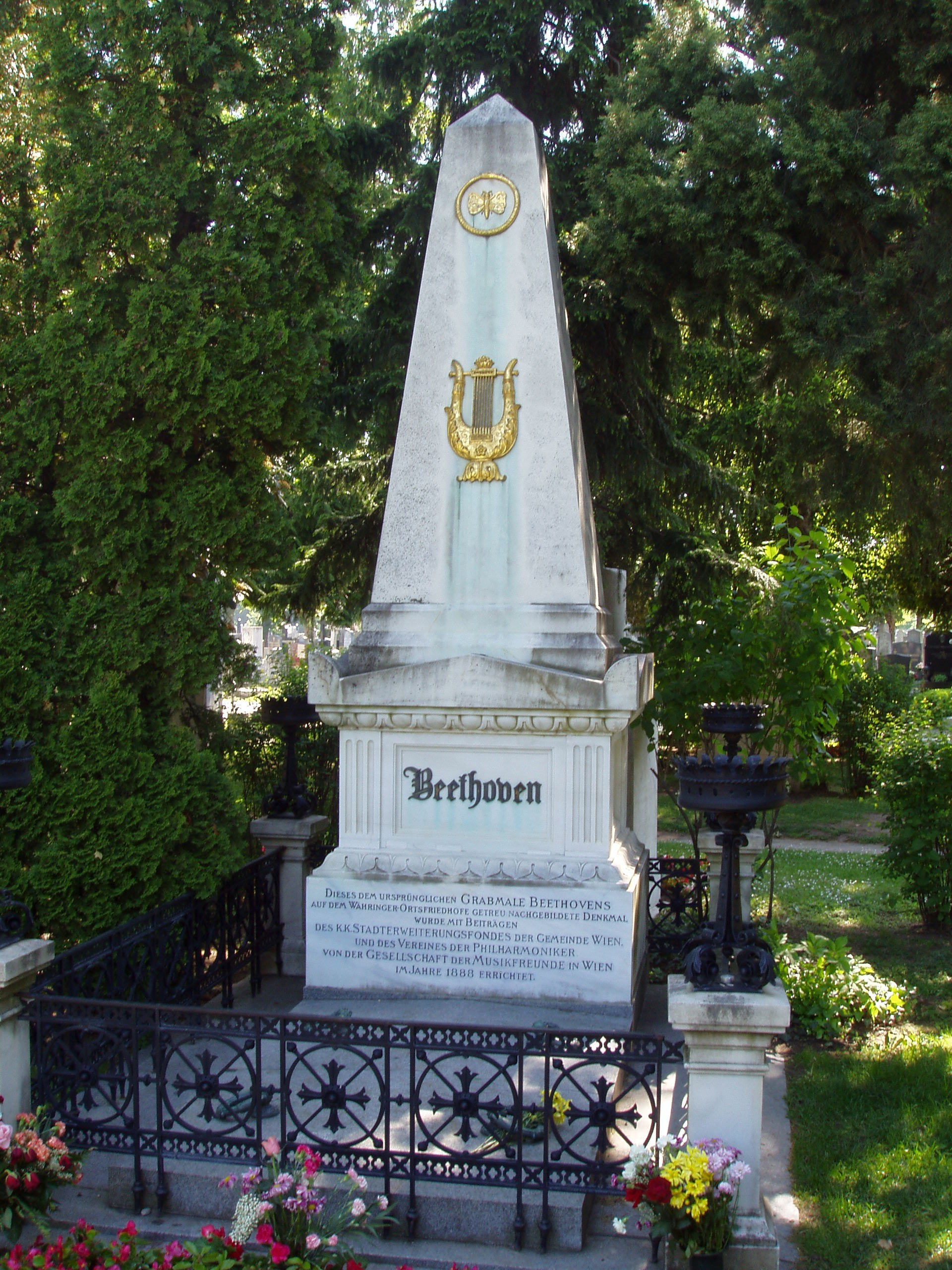
Túmulo de Beethoven em Viena, na Áustria

Em muitas cidades, existem cemitérios onde os ritos funerários são cumpridos de acordo com a respectiva religião (católica, protestante, judaica, islâmica) ou fraternidade (maçônica). Criaram-se, também, cemitérios nacionais para o sepultamento de chefes militares e figuras notáveis da vida pública, como o Cemitério Nacional de Arlington, perto de Washington DC, nos Estados Unidos.
Alguns cemitérios modernos rompem com a imagem tradicional das necrópoles com jazigos e monumentos de mármore, substituindo-os por parques arborizados (memorial parks), onde simples chapas de metal assinalam o local da sepultura.
Outra prática comum, pela questão espacial, é a verticalização dos cemitérios, onde os túmulos são dispostos uns sobre os outros e em andares para as visitações.

## História

### Paleolítico
A caverna Taforalt, no Marrocos, é possivelmente o cemitério mais antigo conhecido no mundo. Foi o local de descanso de pelo menos 34 indivíduos iberomaurusianos, a maior parte dos quais foi datada de 15 100 a 14 000 anos atrás.

### Neolítico
Os cemitérios neolíticos são às vezes chamados pelo termo "campo de sepulturas". Eles são uma das principais fontes de informação sobre culturas antigas e pré-históricas, e numerosas culturas arqueológicas são definidas por seus costumes funerários, como o
Cultura de campo de urna da Idade do Bronze europeia.

### Idade Média
Durante o início da Idade Média, a reabertura de sepulturas e a manipulação dos cadáveres ou artefatos contidos nelas foi um fenômeno generalizado e uma parte comum do curso de vida dos primeiros cemitérios medievais em toda a Europa Ocidental e Central.  A reabertura de enterros mobiliados ou recentes ocorreu na ampla zona de sepulturas mobiliadas em estilo europeu de sepultura em linha, especialmente dos séculos 5 a 8 d.C., que compreendia as regiões da atual Romênia, Hungria, República Tcheca, Eslováquia, Suíça, Áustria, Alemanha, Países Baixos, França e sudeste da Inglaterra.

### Cristianismo primitivo

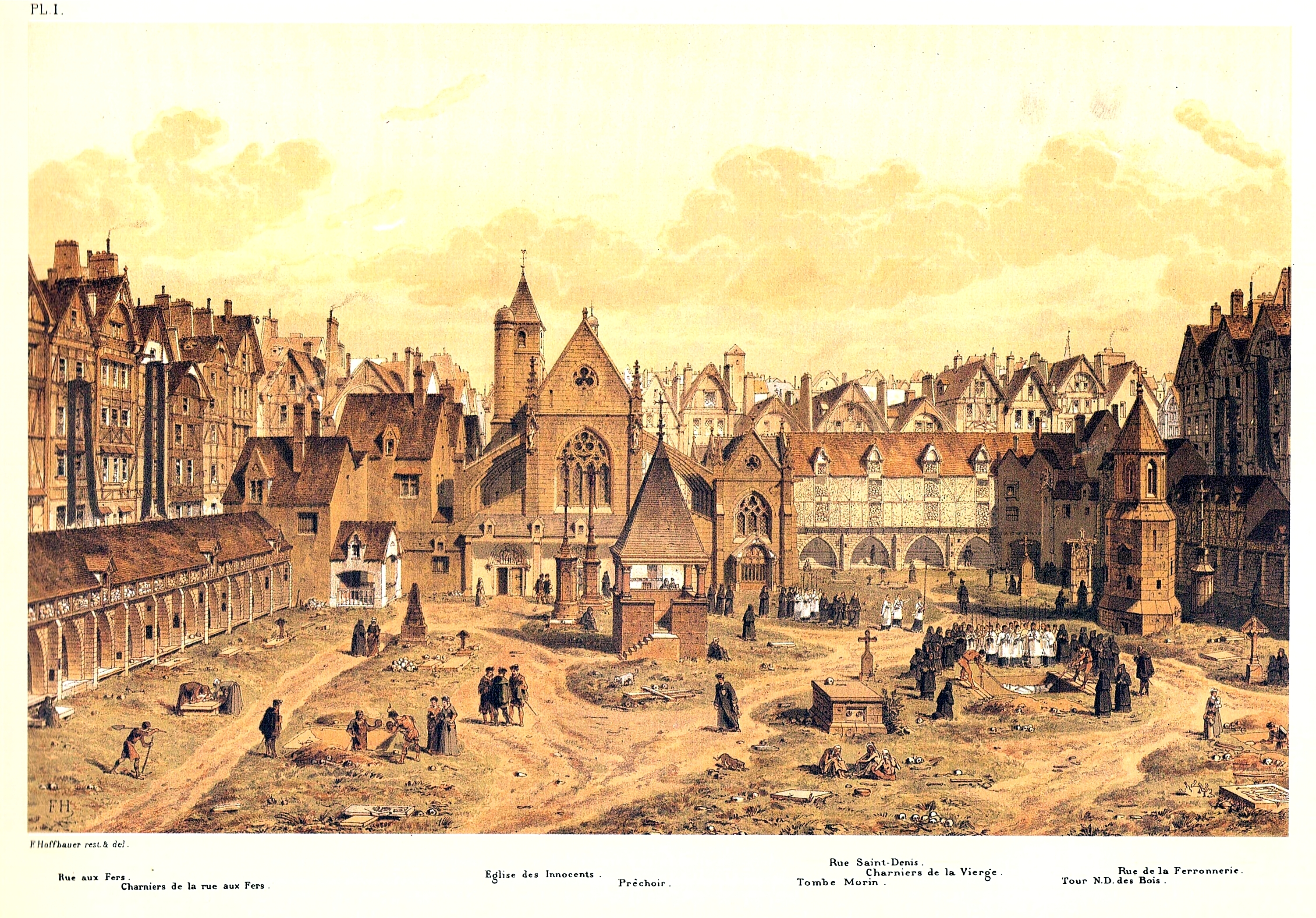
Cemitério Les Innocents em 1550.

Por volta do século 7 d.C., na Europa, um enterro estava sob o controle da Igreja e só podia ocorrer em terreno consagrado da igreja. As práticas variavam, mas na Europa continental, os corpos eram geralmente enterrados em uma vala comum até se decomporem. Os ossos foram então exumados e armazenados em ossários, ao longo das paredes delimitadoras arcadas do cemitério ou dentro da igreja sob lajes de piso e atrás de paredes.
Na maioria das culturas, aqueles que eram muito ricos, tinham profissões importantes, faziam parte da nobreza ou eram de qualquer outro status social elevado eram geralmente enterrados em criptas individuais dentro ou abaixo do local de culto relevante com uma indicação de seu nome, data de morte e outros dados biográficos. Na Europa, isso era frequentemente acompanhado por uma representação de seu brasão de armas.
A maioria dos outros foi enterrada em cemitérios novamente divididos por status social. Os enlutados que podiam pagar o trabalho de um pedreiro tinham uma lápide gravada com um nome, datas de nascimento e morte e, às vezes, outros dados biográficos, e colocadas sobre o local do enterro. Normalmente, quanto mais escrita e símbolos esculpidos na lápide, mais caro era. Tal como acontece com a maioria das outras propriedades humanas, como casas e meios de transporte, as famílias mais ricas costumavam competir pelo valor artístico de sua lápide familiar em comparação com outras ao seu redor, às vezes adicionando uma estátua (como um anjo chorão) no topo da sepultura.
Aqueles que não podiam pagar por uma lápide geralmente tinham algum símbolo religioso feito de madeira no local do enterro, como uma cruz cristã; no entanto, isso se deterioraria rapidamente sob a chuva ou neve. Algumas famílias contrataram um ferreiro e colocaram grandes cruzes feitas de vários metais nos locais de sepultamento.

### Modernidade

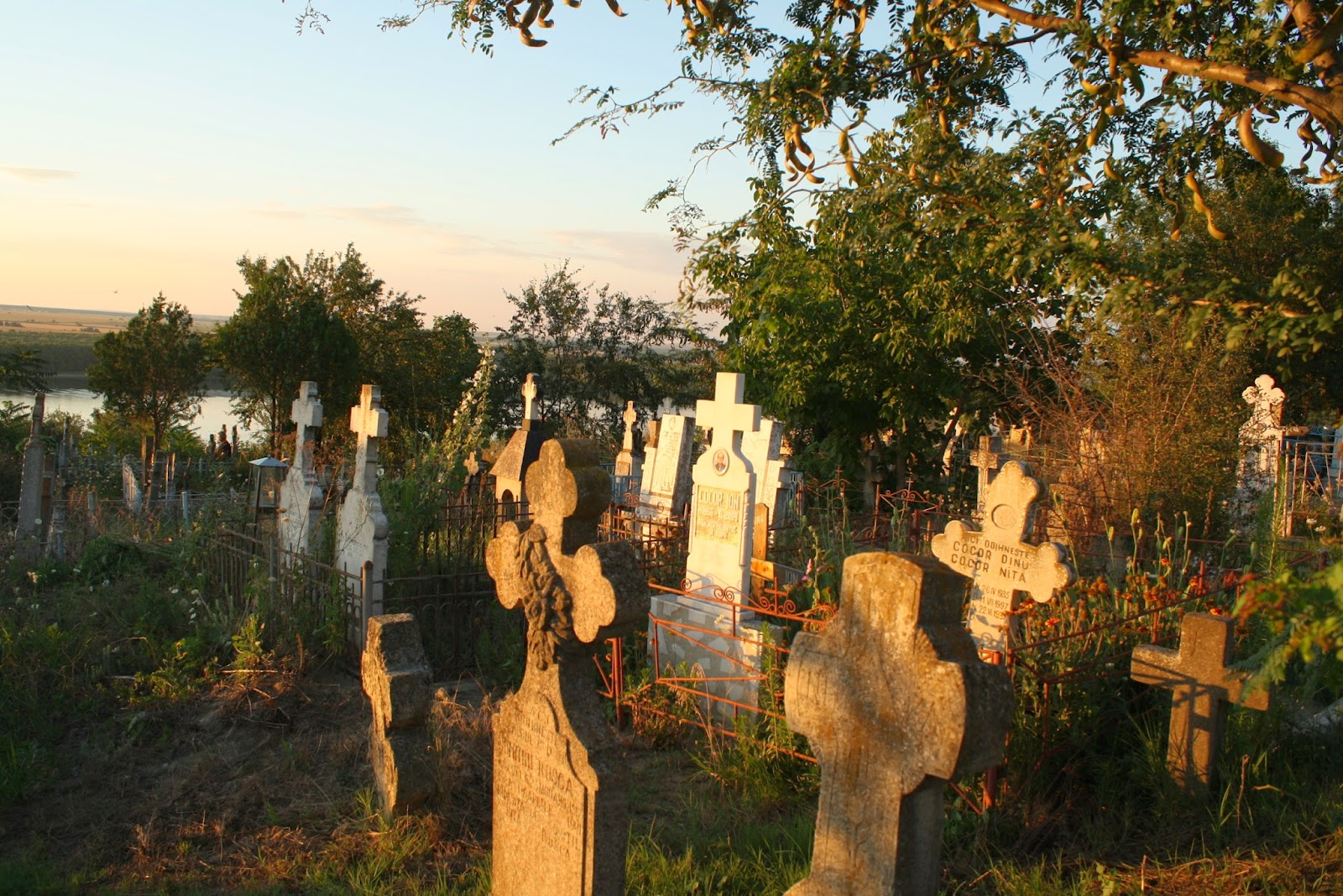
Cemitério com vista para o Danúbio, perto de Cernavodă, Romênia

A partir do início do século 19, o enterro dos mortos em cemitérios começou a ser interrompido, devido ao rápido crescimento populacional nos estágios iniciais da Revolução Industrial, surtos contínuos de doenças infecciosas perto de cemitérios e o espaço cada vez mais limitado nos cemitérios para novos enterros. Em muitos estados europeus, o enterro em cemitérios acabou sendo totalmente proibido por meio de legislação.
Em vez de cemitérios, locais de sepultamento completamente novos foram estabelecidos longe de áreas densamente povoadas e fora das cidades antigas e centros urbanos. Muitos novos cemitérios tornaram-se de propriedade municipal ou administrados por suas próprias corporações e, portanto, independentes das igrejas e de seus cemitérios.
Em alguns casos, os esqueletos foram exumados de cemitérios e transferidos para ossários ou catacumbas. Uma grande ação desse tipo ocorreu na Paris do século 18, quando restos humanos foram transferidos de cemitérios por toda a cidade para as Catacumbas de Paris. Os ossos de cerca de seis milhões de pessoas podem ser encontrados lá 
Um dos primeiros exemplos de cemitério em estilo paisagístico é o Père Lachaise, em Paris. Isso incorporou a ideia de sepultamento controlado pelo Estado, em vez de pela igreja, um conceito que se espalhou pelo continente europeu com as invasões napoleônicas. Isso pode incluir a abertura de cemitérios por empresas privadas ou anônimas. A mudança para cemitérios municipais ou aqueles estabelecidos por empresas privadas era geralmente acompanhada pelo estabelecimento de cemitérios paisagísticos fora da cidade (por exemplo, extramuros).
Na Grã-Bretanha, o movimento foi impulsionado por dissidentes e preocupações com a saúde pública. O Cemitério do Rosário em Norwich foi inaugurado em 1819 como cemitério para todas as origens religiosas. Cemitérios privados não denominacionais semelhantes foram estabelecidos perto de cidades industrializadas com populações crescentes, como Manchester (1821) e Liverpool (1825). Cada cemitério exigia uma lei separada do Parlamento para autorização, embora o capital fosse levantado por meio da formação de sociedades anônimas.

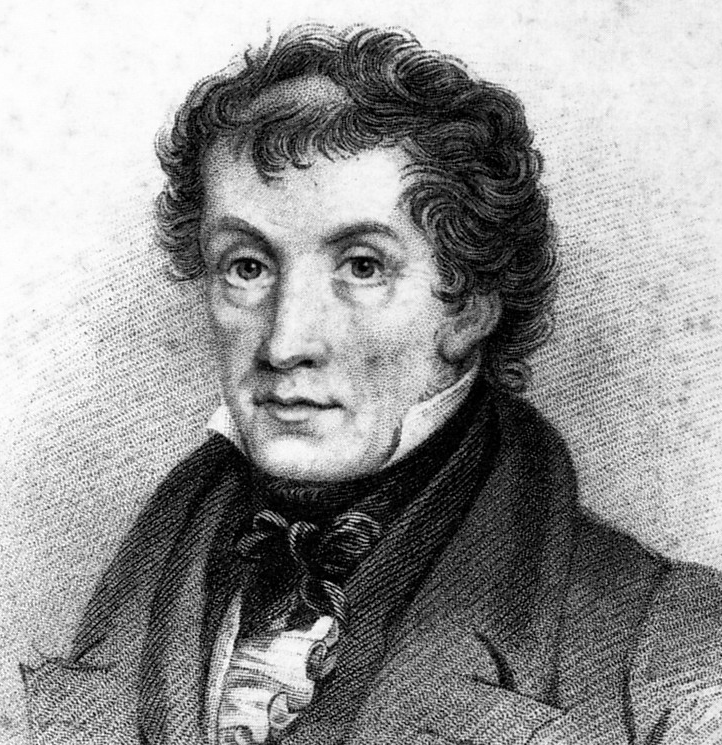
John Claudius Loudon, um dos primeiros designers profissionais de cemitérios.

Nos primeiros 50 anos do século 19, a população de Londres mais que dobrou, de 1 milhão para 2,3 milhões. Os pequenos cemitérios paroquiais estavam rapidamente se tornando perigosamente superlotados, e a matéria em decomposição que se infiltrava no abastecimento de água estava causando epidemias. A questão tornou-se particularmente aguda após a epidemia de cólera de 1831, que matou 52 000 pessoas apenas na Grã-Bretanha, colocando uma pressão sem precedentes sobre a capacidade de sepultamento do país. Também foram levantadas preocupações sobre o potencial risco à saúde pública decorrente da inalação de gases gerados pela putrefação humana sob a teoria do miasma da doença então predominante.
A ação legislativa demorou a chegar, mas em 1832 o Parlamento finalmente reconheceu a necessidade do estabelecimento de grandes cemitérios municipais e encorajou sua construção fora de Londres. O mesmo projeto de lei também fechou todos os cemitérios do centro de Londres para novos depósitos. Os Sete Magníficos, sete grandes cemitérios ao redor de Londres, foram estabelecidos na década seguinte, começando com Kensal Green em 1832.
O planejador urbano e autor John Claudius Loudon foi um dos primeiros designers profissionais de cemitérios, e seu livro On the Laying Out, Planting and Managing of Cemeteries (1843) foi muito influente sobre os designers e arquitetos do período. O próprio Loudon projetou três cemitérios - Cemitério da Abadia de Bath, Cemitério Histon Road, Cambridge e Cemitério Antigo de Southampton.
A Lei de Enterro Metropolitano de 1852 legislou para o estabelecimento do primeiro sistema nacional de cemitérios municipais financiados pelo governo em todo o país, abrindo caminho para uma expansão maciça das instalações funerárias ao longo do final do século 19.
Nos Estados Unidos, os cemitérios rurais tornaram-se áreas recreativas em uma época anterior aos parques públicos, hospedando eventos de piqueniques casuais a caçadas e corridas de carruagem.

## Cemitérios famosos

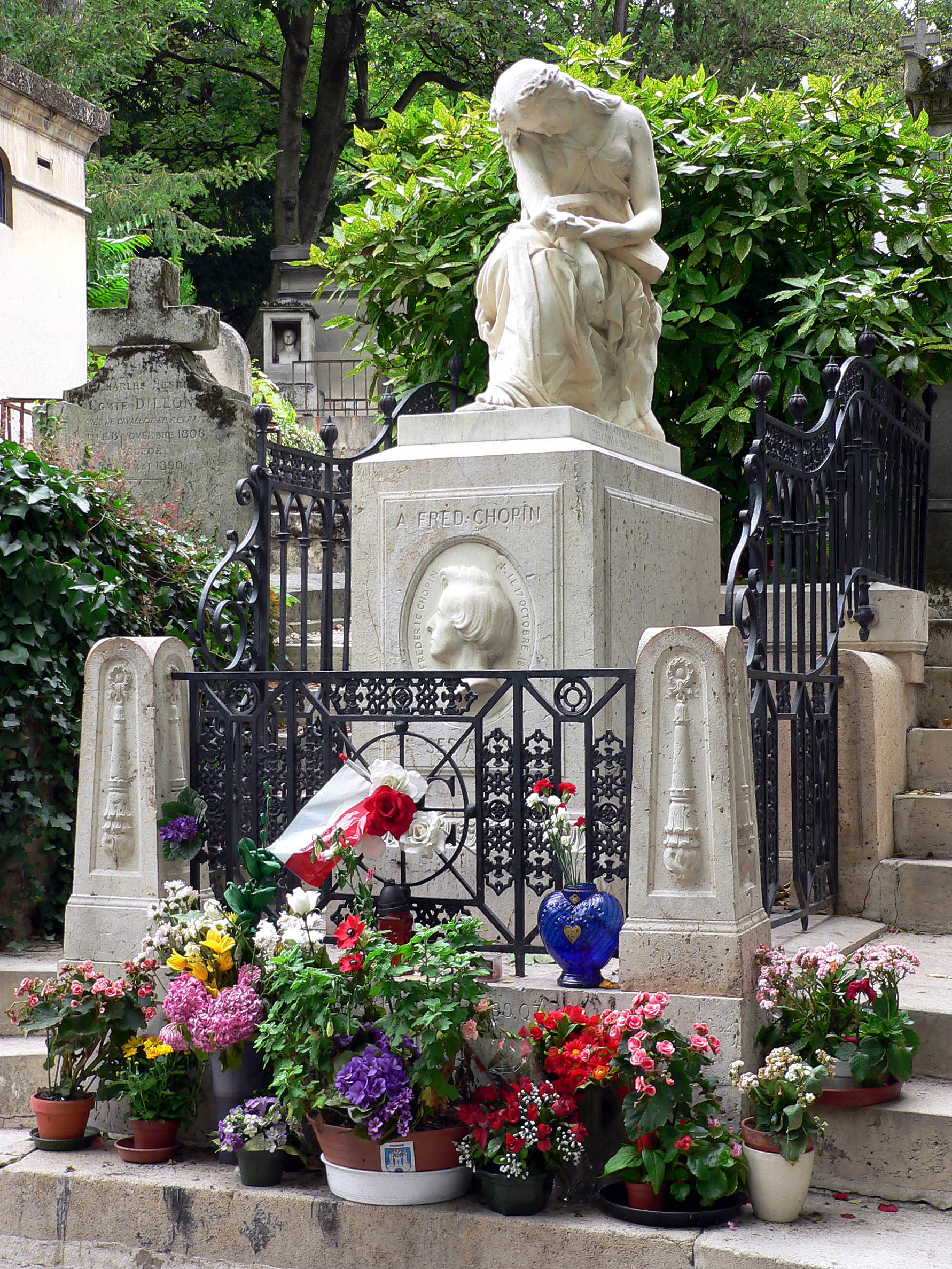
O túmulo de Chopin, no Cemitério do Père-Lachaise, em Paris.

Um dos mais famosos cemitérios do mundo é o Cemitério do Père-Lachaise, de Paris, assim chamado devido a um confessor jesuíta de Luís XIV que, ali, tinha residência. Veem-se, no Père-Lachaise, entre outros, os túmulos de Pedro Abelardo e Heloísa de Argenteuil, Molière, Chopin, Musset, Balzac, Kardec e Comte. Em Inglaterra, destacam-se os cemitérios de Kensal Green e Highgate (ambos em Londres). Na Itália, são dignos de nota, pela sua beleza, os cemitérios de Gênova e Milão.
No Brasil, destacam-se o Cemitério de São João Batista, fundado em 1851, no Rio de Janeiro, e o Cemitério da Consolação, fundado em 1858, em São Paulo.
Na Europa, existem diversos cemitérios medievais, que, aos poucos, quando escavados, revelam-se uma preciosa fonte para a compreensão de certos hábitos alimentares, doenças e anatomia do homem medieval. A título exemplificativo, poderemos ver o Cemitério medieval das Barreiras, localizado em Fão, no concelho de Esposende, entre muitos outros. Contudo, os cemitérios medievais não podem ser confundidos com os cemitérios de concepção romântica (a larga maioria dos grandes cemitérios ainda em uso na Europa), pois aqueles não tinham geralmente muros, portão, ou sequer túmulos de grande dimensão.
O maior e mais antigo cemitério do mundo, o Wadi-us-Salaam, encontra-se em An-Najaf, no Iraque e contém cerca de 5 milhões de corpos. Atrai milhões de peregrinos anualmente.

## Cemitérios históricos e monumentais no Brasil
- Cemitério da Consolação em São Paulo
- Cemitério dos Ingleses da Bahia
- Cemitério dos Ingleses do Rio de Janeiro
- Cemitério do Catumbi
- Cemitério Israelita de Inhauma
- Cemitério São Francisco Xavier
- Cemitério dos ingleses de Pernambuco
- Cemitério da Santa Casa de Misericórdia
- Cemitério Jardim da Paz de Curitiba

## Cemitérios históricos e monumentais em Portugal
- Cemitério dos Hebreus em Angra do Heroísmo;
- Cemitério Central de Aveiro;
- Cemitério de Braga;
- Cemitério da Conchada, em Coimbra;
- Cemitério dos Ingleses, em Elvas;
- Cemitério da Colónia Judaica de Faro;
- Cemitério Setentrional da Figueira da Foz;
- Cemitério de Guimarães;
- Cemitério de Lamego;
- Cemitério de Santo António do Carrascal, em Leiria;
- Cemitério da Lapa, no Porto;
- Cemitério de Agramonte, no Porto;
- Cemitério do Prado do Repouso, no Porto;
- Cemitério do Alto de S. João, em Lisboa;
- Cemitério Britânico, em Lisboa;
- Cemitério dos Prazeres, em Lisboa;
- Cemitério de Viana do Castelo:

## Cemitérios como fonte de pesquisa
O cemitério faz parte do roteiro histórico de visitação em diversas regiões turísticas do mundo, como por exemplo, o Père-Lachaise, em Paris, na França e o Recoleta, em Buenos Aires, na Argentina, nos quais são identificados elementos que demonstram a história social e artística destas regiões, através da estatuária, das obras arquitetônicas, dos epitáfios e dos símbolos encontrados e analisados nos túmulos, valorizando e exaltando a preservação desse imenso patrimônio público. São considerados verdadeiros "museus a céu aberto".
Os cemitérios podem nos dar valiosas informações, como sugere Harry Bellomo, no livro Cemitérios do Rio Grande do Sul (Brasil): Arte, Sociedade e Ideologia. Sendo, eles:

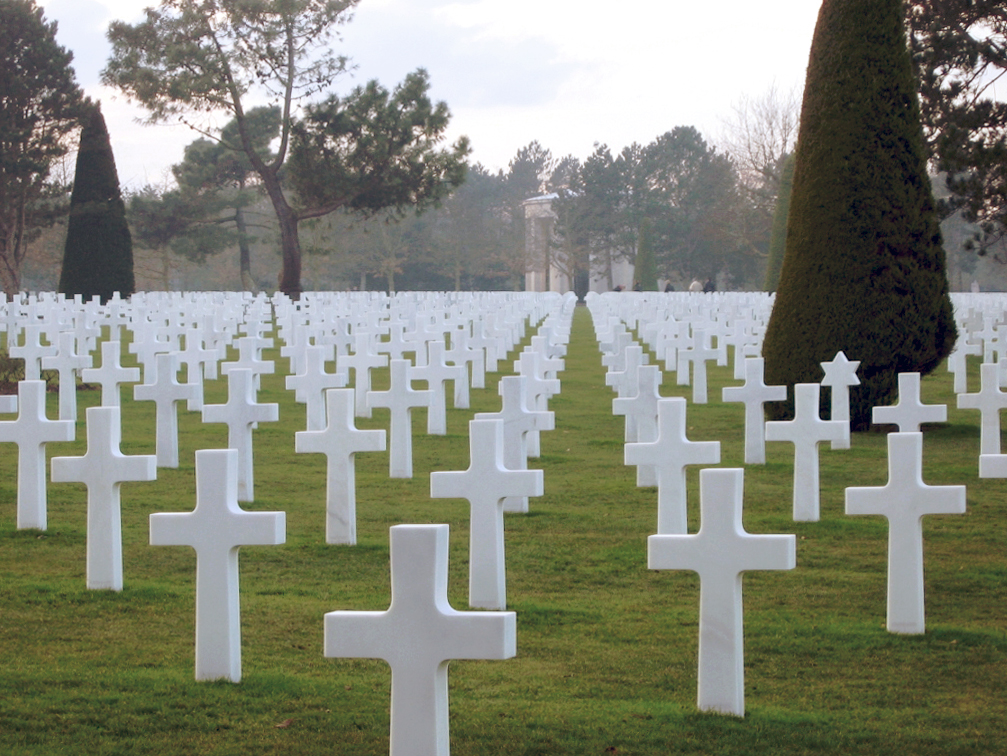
Cemitério militar Norte-americano, em Colleville-sur-Mer, na Normandia, na França, onde estão enterrados milhares de soldados americanos mortos na Segunda Guerra Mundial.

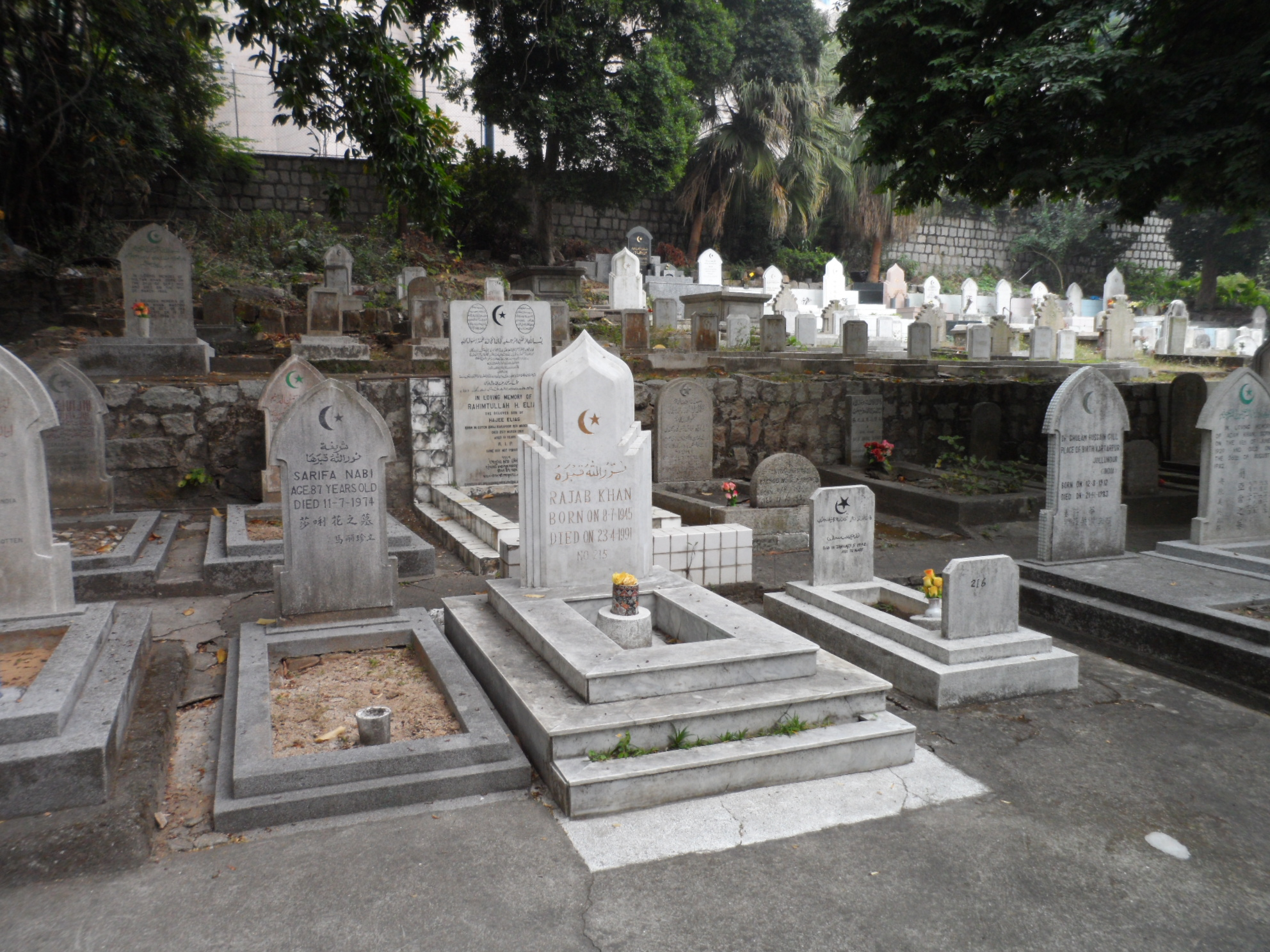
Cemitério Muçulmano de Macau, na China

- Fonte histórica para preservação da memória familiar e coletiva
- Fonte de estudo das crenças religiosas
- Forma de expressão do gosto artístico
- Forma de expressão da ideologia política
- Forma de preservação do patrimônio histórico
- Fonte para conhecer a formação étnica
- Fonte para o estudo da genealogia
- Fonte reveladora da perspectiva de vida[9]

Essas informações são obtidas através da análise de epitáfios, de fotos tumulares, das simbologias contidas nas obras funerárias e da expressão artística dos monumentos e mausoléus.
A presença de corpos de pessoas famosas, como a Marquesa de Santos, também fazem, dos cemitérios, locais de visitação turística.